# Charles Ebbets
Charles Hercules Ebbets, Sr. (ur. 29 października 1859, zm. 18 kwietnia 1925) – amerykański działacz sportowy, wieloletni właściciel Brooklyn Dodgers.
Pracę w klubie rozpoczął w 1883 jako księgowy, a w 1890 został jego udziałowcem. W sezonie 1898 poprowadził zespół jako menadżer w 106 meczach, osiągając bilans 38–98. Po jego zakończeniu funkcję tę objął Ned Hanlon, właściciel i menadżer Baltimore Orioles, który sprowadził z tego klubu najlepszych zawodników do Brooklynu i zdobył w 1899 i 1900 mistrzostwo National League. W 1905 Hanlon zamierzał przenieść siedzibę do Baltimore, jednak Ebbets temu zapobiegł wykupując jego udziały w klubie.
W 1912 Ebbets sfinansował budowę stadionu Ebbets Field. Był zwolennikiem wprowadzenia numerów na strojach. 28 marca 1917 podczas meczu sparingowego Brooklyn – Boston Red Sox, który rozegrany został w Memphis, zawodnicy zagrali z numerami na rękawach, gdyż uważał, że będą dzięki temu bardziej rozpoznawalni przez kibiców. Pięć lat później na spotkaniu właścicieli klubów National League zaproponował, by system numerowania koszulek zawodników wprowadzić jako obowiązujący, jednak ten pomysł odrzucono. Po raz pierwszy z numerami na plecach zagrali baseballiści New York Yankees w 1929.